# UFC on Fuel TV: Muñoz vs. Weidman
O UFC on Fuel TV: Muñoz vs. Weidman foi um evento de artes marciais mistas organizado pelo Ultimate Fighting Championship. O evento aconteceu no dia 11 de julho de 2012 no HP Pavilion em San José, Califórnia, nos Estados Unidos.

## Background
Paul Taylor era esperado para enfrentar Anthony Njokuani. Porém foi forçado a se retirar devido a uma lesão e foi substituido por Rafael dos Anjos.
Jon Fitch era esperado para enfrentar Aaron Simpson. Porém foi forçado a se retirar devido a uma lesão no joelho e foi substituido por Kenny Robertson.
Brandon Vera era esperado para enfrentar James Te-Huna. Mas foi chamado para fazer o evento principal do UFC on Fox 4 e enfrentará Maurício Shogun. Te-Huna agora enfrentará Joey Beltran.
A luta entre Tom DeBlass e Nick Penner foi anunciada para este evento. No entanto, Penner foi forçado a sair da luta e a luta foi desfeita completamente.
Boatos diziam que o vitorioso da luta entre Mark Muñoz e Chris Weidman seria o próximo desafiante do Cinturão dos Pesos Médios.

## Bônus da Noite
Os lutadores receberam US$ 40 mil em bônus.
- Luta da Noite (Fight of the Night):  James Te-Huna vs.  Joey Beltran
- Nocaute da Noite (Knockout of the Night):  Chris Weidman
- Finalização da Noite (Submission of the Night):  Alex Caceres